# Lorenzo Lauria
 (mai 2017).
Si vous disposez d'ouvrages ou d'articles de référence ou si vous connaissez des sites web de qualité traitant du thème abordé ici, merci de compléter l'article en donnant les références utiles à sa vérifiabilité et en les liant à la section « Notes et références ».
Pour les articles homonymes, voir Lauria (homonymie).
Lorenzo Lauria (né le 17 juillet 1947) est un joueur de bridge italien.

## Championnats du monde de bridge 2004
Marchant sur les traces de Giorgio Belladonna, le regretté numéro un mondial au jeu de bridge, Lorenzo Lauria vient de faire vibrer le cœur des tifosi pendant les championnats du monde en novembre 2004. Quelques mois auparavant, il avait aidé l'Italie à gagner pour la sixième fois consécutive le principal titre européen. Certes, Belladonna en avait gagné dix en tout, mais pas consécutivement. Mais qu'allait faire Lorenzo lors des Olympiades de bridge cette même année ? Il était accompagné dans l'équipe italienne de Norberto Bocchi, Giorgio Duboin, Fulvio Fantoni, Claudio Nunes et de Alfredo Versace, son partenaire depuis dix ans. Lauria vient de monter à la première place du classement mondial WBF après avoir remporté un nouveau titre mondial la même année que deux titres européens. En 2007, il est redescendu à la troisième place.